# Liste der denkmalgeschützten Objekte in Graz/Gösting
Die Liste der denkmalgeschützten Objekte in Graz/Gösting enthält die 11 denkmalgeschützten, unbeweglichen Objekte des XIII. Grazer Stadtbezirks Gösting.

## Denkmäler
| Foto |                 | Denkmal                                                                         | Standort                                           | Beschreibung | Metadaten |
| ---- | --------------- | ------------------------------------------------------------------------------- | -------------------------------------------------- | --- | --- |
| ja   | Datei hochladen | Volksschule Gösting HERIS-ID: 104089 Objekt-ID: 120727                          | Anton-Kleinoscheg-Straße 44 Standort KG: Gösting   | Das Schulgebäude mit Putti als Nischenfiguren an den Seitenrisaliten wurde 1908–1912 errichtet. | BDA-Hist.: Q37798899 Status: § 2a Stand der BDA-Liste: 2025-06-30 Name: Volksschule Gösting GstNr.: .389                                                       |
| ja   | Datei hochladen | Frühmittelalterliche Wehranlage am Frauenkogel HERIS-ID: 63938 Objekt-ID: 76628 | Frauenkogel Standort KG: Gösting                   | Bei der Wehranlage aus dem 10. Jahrhundert handelte es sich wahrscheinlich um eine Fliehburg für Frauen und Kinder der lokalen, bäuerlichen Bevölkerung, die als ottonenzeitlicher Vorgänger der Burg Gösting gesehen werden kann. Erhalten sind Wall- und Grabenreste. | BDA-Hist.: Q38104782 Status: Bescheid Stand der BDA-Liste: 2025-06-30 Name: Frühmittelalterliche Wehranlage am Frauenkogel GstNr.: 122/1                       |
| ja   | Datei hochladen | Fürstenwarte auf dem Plabutsch HERIS-ID: 99191 Objekt-ID: 115284                | Fürstenstandweg 100 Standort KG: Gösting           | Der Fürstenstand, auch Fürstenwarte genannt, hat seine Wurzeln im frühen 19. Jahrhundert. Nach einem Besuch von Kaiser Franz I. und dessen Gemahlin Karoline im Jahr 1830 wurde Anfang Mai 1839 eine Holzwarte mit Steinfundament errichtet. Der kaiserliche Besuch gab der Warte den Namen Fürstenstand, eine Gedenktafel erinnert daran. 1852 wurde der hölzerne Turm gegen eine Warte aus Stein getauscht. Die für Aussichtswarten unübliche Schneckenform aus trockenem Gestein, die bis in die Gegenwart erhalten ist, ähnelt in ihrer Bauweise der Kernstockwarte. Die Bauleitung übernahm Franz Hauberisser, der den Plan von Johann Neuwerth ausführte. Bis 1888 hielt die Konstruktion. Die Verwirklichung eines „Bismarck-Turmes“ verhinderte der Ausbruch des Ersten Weltkrieges, die 1934 errichtete Warte stürzte bereits 1937 wieder ein. Nach dem Wiederaufbau hieß der Fürstenstand zur Zeit des Zweiten Weltkrieges „Adolf-Hitler-Turm“, ab 1943 fand er als Flakturm Verwendung. 1950 erwarb der Alpenverein den Fürstenstand. Er wurde um 2020 wegen Mängeln gesperrt und im Frühjahr 2024, repariert und ergänzt um einen Aufbau wieder öffentlich zugänglich gemacht. | BDA-Hist.: Q41110087 Status: Bescheid Stand der BDA-Liste: 2025-06-30 Name: Fürstenwarte auf dem Plabutsch GstNr.: .778 Fürstenstand                           |
| ja   | Datei hochladen | Sog. Wasserschlössl HERIS-ID: 57684 Objekt-ID: 67947                            | westlich Göstinger Straße 131 Standort KG: Gösting | | BDA-Hist.: Q38077906 Status: Bescheid Stand der BDA-Liste: 2025-06-30 Name: Sog. Wasserschlössl GstNr.: .375                                                   |
| ja   | Datei hochladen | Plabutscher Schlössel HERIS-ID: 104103 Objekt-ID: 120742seit 2014               | Göstinger Straße 149 Standort KG: Gösting          | Der Villenbau wurde 1897 von Georg Hönel erbaut. | BDA-Hist.: Q37798929 Status: Bescheid Stand der BDA-Liste: 2025-06-30 Name: Plabutscher Schlössel GstNr.: .271, 598 Plabutscher Schlössel                      |
| ja   | Datei hochladen | Mariensäule, Siebenbründl HERIS-ID: 99863 Objekt-ID: 116035                     | bei Judendorfer Straße 172 Standort KG: Gösting    | Auf der 1757 errichteten Siebenbründl-Säule befand sich eine mittlerweile durch eine Kopie ersetzte Sandsteinfigur, welche Maria im Ährenkleid darstellt. Das Original befindet sich in der Filialkirche in Raach. | BDA-Hist.: Q37774901 Status: § 2a Stand der BDA-Liste: 2025-06-30 Name: Mariensäule, Siebenbründl GstNr.: 1/1                                                  |
| ja   | Datei hochladen | Burgruine Gösting HERIS-ID: 37064 Objekt-ID: 36135                              | Ruinenweg 50 Standort KG: Gösting                  | Die oberhalb eines steilen Felsabsturzes liegende Burgruine wurde vor 1100 errichtet. Zerstört wurde sie durch einen Blitzschlag im Jahr 1723, der das in der Burg befindliche Pulverlager traf. Erhalten sind im Wesentlichen der Bergfried und die Schlosskapelle. | BDA-Hist.: Q1015311 Status: Bescheid Stand der BDA-Liste: 2025-06-30 Name: Burgruine Gösting GstNr.: .22/2 Burg Gösting                                        |
| ja   | Datei hochladen | Schloss Gösting HERIS-ID: 37065 Objekt-ID: 36136                                | Schloßplatz 7 Standort KG: Gösting                 | Das Barockschloss wurde nach 1723 als Ersatz für die zerstörte Burg errichtet und 1728 vollendet (die Innenausstattung erst 1735). Die U-förmige Anlage mit betontem Mittelrisaliten geht seitlich in zwei Eckpavillons über, die von Pfeilerarkaden mit den Seitentrakten verbunden sind. Das Erdgeschoß ist genutet, das straßenseitige Obergeschoß ist mit reich stuckierten Hermenpilastern gegliedert und besitzt dekorative Fensterbekrönungen mit vasenbekrönten Dreieckssprenggiebeln. Durch die Ochsenaugen oberhalb der drei Mittelfenster wird der Festsaal zusätzlich beleuchtet. In diesem gibt es bedeutende Deckenfresken (Die olympischen Götter wachen über das Haus Attems) aus der Werkstatt von Matthias von Görz. Anmerkung: Bis 2012 war auch noch das Nebengebäude auf GstNr. .32/1 unter Denkmalschutz. | BDA-Hist.: Q2241354 Status: Bescheid Stand der BDA-Liste: 2025-06-30 Name: Schloss Gösting GstNr.: .32/2 Schloss Gösting                                       |
| ja   | Datei hochladen | Kriegerdenkmal HERIS-ID: 104164 Objekt-ID: 120810                               | gegenüber Schloßplatz 7 Standort KG: Gösting       | Das sich am Schlossplatz befindliche um 1920/1925 errichtete Kriegerdenkmal weist eine Sandsteingruppe auf, welche einen Soldaten darstellt, der eine Hydra bekämpft. Die Plastik ist signiert mit Eduard Kubovsky. | BDA-Hist.: Q37798980 Status: § 2a Stand der BDA-Liste: 2025-06-30 Name: Kriegerdenkmal GstNr.: 696/5 War memorial Gösting, Graz                                |
| ja   | Datei hochladen | Winzerhof (Anlage) Weinzierl HERIS-ID: 104167 Objekt-ID: 120813seit 2013        | Straßengelstraße 23 Standort KG: Gösting           | | BDA-Hist.: Q37798992 Status: Bescheid Stand der BDA-Liste: 2025-06-30 Name: Winzerhof (Anlage) Weinzierl GstNr.: 169/1, .437, 189/1, 189/3 Winzerhof Weinzierl |
| ja   | Datei hochladen | Neue Weinzödl-Murbrücke HERIS-ID: 64036 Objekt-ID: 76729                        | bei Wiener Straße 372 Standort KG: Gösting         | Die Weinzöttlbrücke verbindet die Grazer Bezirke Gösting und Andritz. Sie wurde von 1917 bis 1922 erbaut und von Max Fabiani und Rudolf Saliger (Statik) geplant. | BDA-Hist.: Q2556316 Status: Bescheid Stand der BDA-Liste: 2025-06-30 Name: Neue Weinzödl-Murbrücke GstNr.: 226/11, 971/4 Weinzöttlbrücke, Graz                 |

## Ehemalige Denkmäler
| Foto |                 | Denkmal                                                                                             | Standort                                   | Beschreibung | Metadaten |
| ---- | --------------- | --------------------------------------------------------------------------------------------------- | ------------------------------------------ | --- | --- |
| ja   | Datei hochladen | Zwei ehem. Wachhäuschen HERIS-ID: 110389 Objekt-ID: 128089bis 2021                                  | bei Wiener Straße 341 Standort KG: Gösting | Die zwei kleinen Wachhäuschen auf polygonalem Grundriss stammen aus der 1. Hälfte des 20. Jahrhunderts. Sie standen ursprünglich am Eingang des ehemaligen Exerzierplatzes sind jedoch im Zuge der Errichtung eines Baumarktes entfernt und in der Nähe ihres ursprünglichen Standortes gelagert worden. Im August 2015 wurden sie im Rahmen der Erweiterung und Neugestaltung des Einkaufszentrums wieder aufgestellt. Sie stehen nun im südlichen Zugangsbereich zum Fachmarktzentrum, nahe der neu gestalteten Bushaltestelle (Zwischenlagerung bis August 2015, Standort seit August 2015 am Grundstück 251/2, Wienerstraße 341). | BDA-Hist.: Q37818679 Status: § 2a Stand der BDA-Liste: 2021-07-01 Name: Zwei ehem. Wachhäuschen GstNr.: 251/2 Sentry boxes Graz-Gösting                                                                             |
| ja   | Datei hochladen | Volksschule, Kindergarten und SchülerInnenhort Fischerau HERIS-ID: 104094 Objekt-ID: 120732bis 2023 | Augasse 81a Standort KG: Gösting           | | BDA-Hist.: Q37798909 Status: § 2a Stand der BDA-Liste: 2023-06-05 Name: Volksschule, Kindergarten und SchülerInnenhort Fischerau GstNr.: 341/250, 341/120 Volksschule, Kindergarten und Schülerhort Fischerau, Graz |